# Tapiramutá (kommun)
Tapiramutá är en kommun i Brasilien.   Den ligger i delstaten Bahia, i den östra delen av landet, 900 km nordost om huvudstaden Brasília. Antalet invånare är 16 528.
Följande samhällen finns i Tapiramutá:
- Tapiramutá

Omgivningarna runt Tapiramutá är huvudsakligen savann. Runt Tapiramutá är det ganska glesbefolkat, med 31 invånare per kvadratkilometer.